# Lista de denominações protestantes no México por número de membros
Esta é uma lista de denominações protestantes no México por número de membros.
Os números apresentados baseiam-se em reivindicações pelas próprias denominações, de pesquisas de organizações independentes e dos Censos do Instituto Nacional de Estatística e Geografia.
Para efeito dessa lista, consideram-se denominação uma organização com governo centralizado ou convenção que torna uniforme as doutrinas e práticas de um grupo religioso. Embora existam grupos que usem o mesmo nome para identificar-se (como as Assembleias de Deus no Brasil) a independência entre diversas organizações caracteriza a diversidade de denominações. Igrejas de governo congregacional enfatizam a independência da igreja local, mas ainda assim forma denominações pelas suas convenções.
Uma denominação cristã é um corpo religioso distinto no cristianismo , identificado por traços como nome, organização, liderança e doutrina. Os corpos individuais, no entanto, podem usar termos alternativos para se descrever. As divisões entre um grupo e outro são definidas por autoridade e doutrina.
Os grupos que conservam uma doutrina uniforme, usam o mesmo nome, mas não formam uma única denominações podem ser classificados juntos como "tradição" ou família denominacional, com lista abaixo.

## Membros por denominação
1. Igreja Adventista do Sétimo Dia 836.571 membros (em 2023)[nota 1][3]
2. Igreja Presbiteriana Nacional do México 428.651 - 2.800.000 membros (em 2020)[4][5]
3. Convenção Batista Nacional do México 90.000 membros (em 2019)[6]
4. Igreja do Nazareno 70.700 membros (em 2016)[nota 2][7]
5. Igreja Metodista do México 25.370 membros (em 2010)[8][9]
6. Igreja Anabatista Menonita Unida do México 10.753 membros (em 2010)[8]
7. Igreja Luterana do México 1.500 membros (em 2019)[10]
8. Sínodo Luterano do México 500 membros (em 2018)[11]

## Membros por família denominacional
| Posição | Família denominacional | Membros em 2000 | Membros em 2010 | Membros em 2020 |
| ------- | ---------------------- | --------------- | --------------- | --------------- |
| 1       | Pentecostalismo        | 1.442.637       | 1.782.021       | 1.179.415       |
| 2       | Adventismo             | 488.945         | 661.878         | 791.109         |
| 3       | Presbiterianismo       | 323.758         | 437.690         | 428.651         |
| 4       | Fé Batista             | 196.587         | 252.874         | 143.133         |
| 5       | Metodismo              | 57.449          | 65.595          | -               |
| 6       | Anabatista / Menonitas | 29.455          | 10.753          | -               |
| -       | Outros                 | 2.376.856       | 5.648.948       | 9.494.087       |